# Tutti alla lavagna
Tutti alla lavagna è stato un gioco televisivo italiano destinato ai bambini trasmesso in onda su Rai 1 nel 2008 e condotto da Pupo.

## Il programma
Il programma ha avuto inizio il 4 gennaio del 2008 ed è terminato l'8 gennaio dello stesso anno. Durante ogni puntata, una squadra di cinque bambini della quinta elementare mettevano alla prova (scolasticamente) tre personaggi famosi: Flavio Insinna, Francesco Facchinetti e Matilde Brandi. Chi guadagnava più punti vinceva un premio detto Prova d'esame. Questo premio costituiva una grande importanza perché (per chi la vinceva) rappresentava il fatto di essere una persona ricca di cultura prendendo in considerazione le tante domande che i bambini dicevano. Se i personaggi famosi non rispondevano a delle domande, i bambini continuavano a formularle (altre nuove chiaramente) per sottometterli fino a quando non rispondevano e non guadagnavano i punti necessari per vincere. 
La sigla è stata scritta e composta dallo stesso Pupo.